# Caius Iulius Iullus (consul en -447)
Pour les articles homonymes, voir Caius Iulius Iullus et Iulius Iullus.
Caius Iulius Iullus ou Mento est un homme politique romain du Ve siècle av. J.-C., consul en 447, 435 et peut-être 434 av. J.-C.

## Famille
Il est membre de la gens patricienne des Iulii. Il est peut-être le fils de Caius Iulius Iullus, consul en 482 av. J.-C. et décemvir en 451 av. J.-C. Pour l'année 447 av. J.-C., Diodore de Sicile lui donne le praenomen de Lucius mais utilise celui de Caius pour l'année 435 av. J.-C.,

## Biographie

### Premier consulat (447)
Il est élu consul en 447 av. J.-C. avec Marcus Geganius Macerinus, alors que les tensions entre les plébéiens et les patriciens restent vives après la destitution du second collège de décemvirs. Avec son collègue, ils poursuivent la politique d’apaisement initiée par leurs prédécesseurs et renoncent à mobiliser le peuple pour mener des guerres contre les Volsques et les Èques, ne souhaitant pas prendre le risque de déclencher une révolte populaire.

### Deuxième consulat (435)
Il est de nouveau consul en 435 av. J.-C. avec Lucius Verginius Tricostus. L'épidémie de peste qui sévit à Rome redouble d'intensité, entrainant une forte hausse de la mortalité. Les Fidénates, profitant du fait que Rome soit ainsi paralysée, lancent des raids et ravagent le territoire de la ville puis, s'unissant aux Véiens, traversent l'Anio et établissent un camp près de Rome. Caius Iulius mène une armée qu'il installe près des armées ennemies, tandis que son collègue Lucius Verginius convoque le Sénat dans le temple de Quirinus.
Avec l'accord de Caius Iulius, Lucius Verginius nomme Quintus Servilius Structus Priscus dictateur et Postumius Aebutius Helva Cornicen devient son maître de cavalerie,. Le dictateur défait les troupes étrusques qu'il repousse dans Fidènes puis s'empare de la citadelle de la ville réputée imprenable et reçoit le cognomen de Fidenas.
C'est durant ce consulat que les censeurs Caius Furius et Marcus Geganius procèdent pour la première fois à un cens dans la Villa Publica, sur le Champ de Mars.

### Troisième consulat (434)
L'année suivante, en 434 av. J.-C., Tite-Live signale qu'on ne sait pas si ce sont des consuls ou des tribuns consulaires qui sont élus. Selon Macer Licinius, Caius Iulius et Lucius Verginius Tricostus sont réélus comme consuls mais il semble peu probable que les deux consuls de l'année passée aient pu poursuivre leur mandat l'année suivante. Une autre hypothèse donne pour consuls Marcus Manlius Capitolinus et Quintus Sulpicius Camerinus Praetextatus. Enfin, selon une troisième hypothèse, des tribuns consulaires auraient été élus.
Les Étrusques réagissent à la prise de Fidènes et se réunissent en une grande assemblée. La réaction des Étrusques fait craindre aux Romains une nouvelle offensive, de plus grande ampleur. Il est alors décidé de nommer un nouveau dictateur : Mamercus Aemilius Mamercinus,. Finalement, ce dernier n'a pas à mobiliser l'armée car les Étrusques de la dodécapole renoncent à apporter leur soutien aux Véiens. Cependant, avant d'abdiquer, Mamercus Aemilius Mamercinus fait voter la diminution de la durée du mandat de la censure à dix-huit mois par l'intermédiaire de la Lex Aemilia.

### Auteurs antiques
- Tite-Live, Histoire romaine, Livre III, 33-34/65 et Livre IV, 21-24 sur le site de l'Université de Louvain
- Diodore de Sicile, Histoire universelle, Livre XII, 9 sur le site de Philippe Remacle
- (en) Denys d'Halicarnasse, Antiquités romaines, Livre X, 50-60 sur le site LacusCurtius

### Auteurs modernes
- (fr) Annette Flobert (trad. du latin), Tite-Live, Histoire romaine, Livres I à V, Paris, Flammarion, 1995, 643 p. (ISBN 2-08-070840-6)
- (en) T. Robert S. Broughton, The Magistrates of the Roman Republic : Volume I, 509 B.C. - 100 B.C., New York, The American Philological Association, coll. « Philological Monographs, number XV, volume I », 1951, 578 p. (lire en ligne)